# Liste der Baudenkmale in Westerstede
In der Liste der Baudenkmale in Westerstede sind die Baudenkmale der niedersächsischen Gemeinde Westerstede und ihrer Ortsteile aufgelistet. Der Stand der Liste ist der 5. Februar 2023. Die Quelle der Baudenkmale und der Beschreibungen ist der Denkmalatlas Niedersachsen.

## Allgemein
In den Spalten befinden sich folgende Informationen:
- Lage: die Adresse des Baudenkmales und die geographischen Koordinaten. Kartenansicht, um Koordinaten zu setzen. In der Kartenansicht sind Baudenkmale ohne Koordinaten mit einem roten Marker dargestellt und können in der Karte gesetzt werden. Baudenkmale ohne Bild sind mit einem blauen Marker gekennzeichnet, Baudenkmale mit Bild mit einem grünen Marker.
- Bezeichnung: Bezeichnung des Baudenkmales
- Beschreibung: die Beschreibung des Baudenkmales. Unter § 3 Abs. 2 NDSchG werden Einzeldenkmale und unter § 3 Abs. 3 NDSchG Gruppen baulicher Anlagen und deren Bestandteile ausgewiesen.
- ID: die Objekt-ID des Baudenkmales
- Bild: ein Bild des Baudenkmales, ggf. zusätzlich mit einem Link zu weiteren Fotos des Baudenkmals im Medienarchiv Wikimedia Commons. Wenn man auf das Kamerasymbol klickt, können Fotos zu Baudenkmalen aus dieser Liste hochgeladen werden:

## Westerstede

### Gruppe: Alte Pastorei
Die Gruppe hat die ID 35626118. In parkartigem Garten gelegenes Pfarrhaus. Einfriedung aus gemauerten Pfeilern z. T. erhalten. Kleiner hölzerner Gartenpavillon.

| Lage                                       | Bezeichnung | Beschreibung                                                                                                 | ID       | Bild |
| ------------------------------------------ | ----------- | --- | -------- | ---- |
| Pastorenpadd 5 53° 15′ 18″ N, 7° 55′ 26″ O | Pfarrhaus   | Zweiflügelige Anlage bestehend aus eingeschossigen Wohnhaus und Wirtschaftsgebäude. Mitte 19. Jh. errichtet. | 35643044 | BW   |
| Pastorenpadd 5 53° 15′ 18″ N, 7° 55′ 24″ O | Garten      | | 35643890 | BW   |

### Gruppe: Altes Gefängnis
Die Gruppe hat die ID 35626426. Gefängnisbau mit Zellentrakt mit Gefängnishof und Nebengebäude. Hofmauer parallel zur Gartenstraße, das giebelständige Nebengebäude leicht zurückgesetzt.

| Lage                                        | Bezeichnung    | Beschreibung | ID       | Bild |
| ------------------------------------------- | -------------- | --- | -------- | ---- |
| Gartenstraße 17 53° 15′ 15″ N, 7° 55′ 31″ O | Gefängnis      | Eingeschossiger Backsteinbau unter traufständigem Satteldach mit sechs Zellen und davorliegendem Gang zum Hof, der an Straße mit hoher Mauer abschließt. Sicherheitsgitter, Zellentüren und -öfen original erhalten. 1893 erbaut. | 35640209 | BW   |
| Gartenstraße 17 53° 15′ 15″ N, 7° 55′ 31″ O | Amtschließerei | Giebelständiger Backsteinbau unter Satteldach, zwei große Toröffnungen an der Giebelseite. 1893 erbaut. |          | BW   |

### Gruppe: Jaspershof
Die Gruppe hat die ID 52174366. Hofanlage mit zwei parallelstehenden Gulfscheunen und südlich anschließenden Garten mit markantem Baumbestand und straßenseitiger Einfriedung mit steinernen Torpfosten.

| Lage                                             | Bezeichnung               | Beschreibung | ID       | Bild |
| ------------------------------------------------ | ------------------------- | --- | -------- | ---- |
| Zum Stiftungspark 27 53° 14′ 55″ N, 7° 54′ 44″ O | Wohn-/ Wirtschaftsgebäude | Zwei parallelstehende Gulfscheunen, die durch einen Zwischenbau miteinander verbunden sind. An der Nordscheune zweifach eingerückter, verputzter Wohnteil unter Satteldach. Im Innern baufeste Ausstattung erhalten. 1919 von dem Gutsbesitzer Jean Balthazar (Karlshof) errichtet. | 41099844 | BW   |
| Zum Stiftungspark 27 53° 14′ 54″ N, 7° 54′ 45″ O | Garten                    | Gartengrundstück mit Baumbestand. Torpfeiler mit Kugelbekrönung. | 41099865 | BW   |

### Gruppe: St. Peter
Die Gruppe hat die ID 35626099. Südöstlich des Marktplatzes auf einer Wurt stehende Saalkirche mit Westturm, von ummauerten Friedhof mit älteren Grabsteinen umgeben; freistehender Glockenturm.

| Lage                                                        | Bezeichnung | Beschreibung | ID       | Bild           |
| ----------------------------------------------------------- | ----------- | --- | -------- | -------------- |
| Am Markt (südöstlich von Nr. 2) 53° 15′ 27″ N, 7° 55′ 41″ O | Kirche      | Die St.-Petri-Kirche liegt östlich des Marktplatzes. Sie ist eine Saalkirche, Granitquader-/Backsteinbau mit monumentalem Westturm und rechteckig geschlossenem Chor, errichtet im Kern 2. Viertel/2. Hälfte 13. Jh. nach Gründung von Erzbischof Adalbero von Bremen 1123. Anbau von zwei Chorjochen sowie Neuwölbung des Schiffes wohl im 14. Jh. im Zusammenhang mit 1328 erfolgten Stiftung zum Kirchenbau. 1907 Anbau an Nordfassade nach Entwurf von Baurat L. Klingenberg. Im Inneren an Nordwand und am Triumphbogen Reste einer Malerei des 15. Jh. sowie Ausstattung erhalten, wie Refliefs eines Kreuzigungsaltars, Triumphkreuz von 1460/70, Taufstein von um 1200, hölzerner Taufständer mit Renaissancemotiven von 1648 sowie Orgel von 1687 mit Prospekt von J. Kayser. | 35642477 | Weitere Bilder |
| Am Markt 53° 15′ 27″ N, 7° 55′ 43″ O                        | Friedhof    | Die Kirche umgebender Friedhof mit historischen Grabsteinen und Backsteinmauer als Einfriedung. | 35642529 |                |
| Am Markt 53° 15′ 26″ N, 7° 55′ 42″ O                        | Glockenturm | Dreigeschossiger Backsteinbau unter Satteldach. Erdgeschoss offener Parallelmauertyp aus dem 13. Jahrhundert; im 15. Jh. aufgestockt und tw. geschlossen. Rundbogige Schallöffnungen in den Obergeschossen. | 35642503 |                |

## Burgforde

### Gruppe: Burgstraße 25
Die Gruppe hat die ID 41100658.

| Lage                        | Bezeichnung               | Beschreibung | ID       | Bild |
| --------------------------- | ------------------------- | --- | -------- | ---- |
| 53° 16′ 15″ N, 7° 56′ 43″ O | Wohn-/ Wirtschaftsgebäude | Ursprüngliches Rauchhaus unter reetgedecktem Krüppelwalmdach mit Eulenloch. Zweiständerbau mit Kammerfach; Außenwände Anfang 20. Jh. in massiver Ziegelbauweise erneuert. | 41100726 | BW   |
| 53° 16′ 15″ N, 7° 56′ 44″ O | Backhaus                  | | 41101616 | BW   |
| 53° 16′ 15″ N, 7° 56′ 45″ O | Scheune                   | Durchfahrtsscheune mit Gulfkonstruktion unter Satteldach mit Hartdeckung. Erbaut Anfang 19. Jh.                                                                           | 41101835 | BW   |

## Fikensolt

### Gruppe: Gut Fikensolt
Die Gruppe hat die ID 35626222. Gutsanlage in landschaftlich gestalteter Gartenanlage. Herrenhaus auf umgräfter Insel, Zufahrtsallee von Süden, östlich davon Wohn-/ Wirtschaftsgebäude.

| Lage                                     | Bezeichnung               | Beschreibung | ID       | Bild |
| ---------------------------------------- | ------------------------- | --- | -------- | ---- |
| Schloßweg 12 53° 14′ 29″ N, 7° 55′ 33″ O | Herrenhaus                | Eingeschossiger Ziegelbau auf hohem Sockelgeschoss unter Walmdach. Neunachsige Fassade mit Sandsteinpilastern gegliedert, Mittelachse durch zweigeschossigen Mittelrisalit mit geschweiftem Giebel aus Sandstein betont; ebenfalls aus Sandstein Portalrahmung, vorgelegte Freitreppe. 1757 errichtet, Reste älterer Mauern und Gewölbe vom Vorgängerbau erhalten. | 35640483 | BW   |
| Schloßweg 12 53° 14′ 27″ N, 7° 55′ 27″ O | Wohn-/ Wirtschaftsgebäude | Zweiständerbau in Ankerbalken-Hochrähmgefüge von 1685. Außenwände in Ziegelmauerwerk mit gefächerten Stürzen, 1820 erneuert. | 35640457 | BW   |
| Schloßweg 12 53° 14′ 28″ N, 7° 55′ 33″ O | Park                      | | 35640509 | BW   |
| Schloßweg 12 53° 14′ 28″ N, 7° 55′ 34″ O | Graft                     | | 35643937 | BW   |
| Schloßweg 12 53° 14′ 27″ N, 7° 55′ 34″ O | Allee                     | | 35644421 |      |

## Halstrup

### Gruppe: Ringstraße
Die Gruppe hat die ID 35626258. Hofanlage mit Hallenhaus, altem Baumbestand und Toreinfahrt von ca. 1930.

| Lage                                      | Bezeichnung               | Beschreibung | ID       | Bild |
| ----------------------------------------- | ------------------------- | --- | -------- | ---- |
| Ringstraße 34 53° 15′ 49″ N, 7° 54′ 42″ O | Wohn-/ Wirtschaftsgebäude | Vierständerbau. Außenwände in Ziegelmauerwerk, Fenster mitgefächerten Stürzen. 1844 errichtet und 1928 um rechtwinklig angebauten Wirtschaftsflügel erweitert. | 35640858 | BW   |
| Ringstraße 34 53° 15′ 50″ N, 7° 54′ 42″ O | Remise                    | Remise mit Taubenhaus (Dachreiter) | 35640835 | BW   |

## Mansie

### Gruppe: Auf der Hörn
Die Gruppe hat die ID 35626204. Gruppe von vier giebelständigen, von der Straße zurückgesetzten Heuerhäusern. Jeweils zur Straße von firstparallelen Nebengebäuden flankiert.

| Lage                                        | Bezeichnung               | Beschreibung | ID       | Bild |
| ------------------------------------------- | ------------------------- | --- | -------- | ---- |
| Auf der Hörn 13 53° 13′ 42″ N, 7° 54′ 31″ O | Wohn-/ Wirtschaftsgebäude | Zweiständerbau in Ankerbalkengefüge. Wirtschaftsgiebel in Fachwerk mit Steckwalm. Im 18. Jahrhundert errichtet.                                                    | 35641654 |      |
| Auf der Hörn 13 53° 13′ 43″ N, 7° 54′ 31″ O | Nebengebäude              | Firstparallel zum Hallenhaus stehendes Nebengebäude. | 35644136 | BW   |
| Auf der Hörn 15 53° 13′ 42″ N, 7° 54′ 33″ O | Wohn-/ Wirtschaftsgebäude | Zweiständerbau in Ankerbalkengefüge. Außenwände in Fachwerkbauweise, Wirtschaftsgiebel mit Steckwalm. Im 18. Jh. errichtet.                                        | 35641680 |      |
| Auf der Hörn 15 53° 13′ 43″ N, 7° 54′ 33″ O | Nebengebäude              | Firstparallel zum Hallenhaus stehendes Nebengebäude. | 35644211 | BW   |
| Auf der Hörn 17 53° 13′ 43″ N, 7° 54′ 35″ O | Wohn-/ Wirtschaftsgebäude | Zweiständerbau in Ankerbalkengefüge. Wirtschaftsgiebel in Fachwerk mit Steckwalm. Im Kern aus dem 18. Jh.                                                          | 35641706 | BW   |
| Auf der Hörn 17 53° 13′ 43″ N, 7° 54′ 34″ O | Nebengebäude              | Firstparallel zum Hallenhaus stehendes Nebengebäude, nach Brand 1988 wiederaufgebaut.                                                                              | 35644112 | BW   |
| Auf der Hörn 19 53° 13′ 44″ N, 7° 54′ 36″ O | Wohn-/ Wirtschaftsgebäude | Ehemaliges Rauchhaus aus dem 18. Jahrhundert: Zweiständer-Fachwerkbau in Ankerbalkengefüge untergiebelständigem Reetdach mit Steckwalmen. Vorgesetztes Kammerfach. |          | BW   |
| Auf der Hörn 19 53° 13′ 44″ N, 7° 54′ 35″ O | Nebengebäude              | Firstparallel zum Hallenhaus stehendes Nebengebäude. | 35644187 | BW   |

## Ocholt

### Gruppe: Gedenkstätte Schulstraße
Die Gruppe hat die ID 35626503.

| Lage                                    | Bezeichnung  | Beschreibung | ID       | Bild           |
| --------------------------------------- | ------------ | ------------ | -------- | -------------- |
| Schulstraße 53° 11′ 56″ N, 7° 53′ 15″ O | Gedenkstätte |              | 35641885 | Weitere Bilder |

### Gruppe: Hof Ohlrogge
Die Gruppe hat die ID 35626152. Zurückgesetztes Gebäude mit flankierender Scheune und Wagenremise sowie ziegelgepflasterter mittiger Auffahrt. Baumbestand.

| Lage                                    | Bezeichnung               | Beschreibung | ID       | Bild |
| --------------------------------------- | ------------------------- | --- | -------- | ---- |
| Osterfeld 3 53° 12′ 17″ N, 7° 53′ 34″ O | Wohn-/ Wirtschaftsgebäude | Großer Zweiständerbau unter Krüppelwalmdach aus 1. Hälfte 19. Jh.; Außenwände in Ziegelmauerwerk. Mit Feldsteinen gepflasterte Auffahrt | 35641810 |      |
| Osterfeld 3 53° 12′ 18″ N, 7° 53′ 34″ O | Scheune                   | Langgestreckter Ziegelbau unter Satteldach.                                                                                             | 35641837 |      |
| Osterfeld 3 53° 12′ 19″ N, 7° 53′ 34″ O | Baumbestand               | u. a. Kastanienreihe an der Grundstücksgrenze                                                                                           | 35644568 |      |
| Osterfeld 3 53° 12′ 18″ N, 7° 53′ 33″ O | Remise                    | Halboffener Ziegelbau unter Satteldach                                                                                                  | 35641861 |      |

### Gruppe: Karlshof
Die Gruppe hat die ID 40456202.

| Lage                                                 | Bezeichnung        | Beschreibung | ID       | Bild |
| ---------------------------------------------------- | ------------------ | --- | -------- | ---- |
| Karlshofer Straße 40/40a 53° 10′ 45″ N, 7° 52′ 37″ O | Wirtschaftsgebäude | Langgestreckter zweigeschossiger Ziegelbau unter flachem, weit auskragendem Satteldach. Geschossdecke als Holzkonstruktion mit aufgelegter Betondecke. Rückgiebel mit Krananlage für Fuhrwerke. An Südwestseite Wohnteil. Erbaut 1900.                                        | 40456537 | BW   |
| Karlshofer Straße 40/40a 53° 10′ 45″ N, 7° 52′ 39″ O | Mühle              | Dreigeschossiges Mühlengebäude in Eisen-/Stahlbeton-Konstruktion unter Satteldach, Außenhaut verputzt mit Ziegeldekor. An Nordwestseite: unterkellerter zweigeschossiger Speicheranbau unter Satteldach, OG in Fachwerkbauweise. Südgiebel mit Krananlage. Um 1900 errichtet. | 35641363 |      |

## Torsholt

### Gruppe: Spritzenhaus mit Teich
Die Gruppe hat die ID 35626187. Kleiner Ziegelbau an der Hauptstraße, nördlich davon Feuerlöschteich.

| Lage                                               | Bezeichnung  | Beschreibung | ID       | Bild |
| -------------------------------------------------- | ------------ | --- | -------- | ---- |
| Torsholter Hauptstraße 53° 12′ 47″ N, 7° 55′ 58″ O | Spritzenhaus | Kleiner Ziegelbau unter Satteldach, 1913 errichtet, Datierung 1908 bezieht sich auf die Gründung der Freiwilligen Feuerwehr. | 35642066 |      |
| Torsholter Hauptstraße 53° 12′ 48″ N, 7° 55′ 59″ O | Teich        | Nördlich des Spritzenhäuschens gelegener Löschteich.                                                                         | 35642090 |      |

### Gruppe: Mühlenhof
Die Gruppe hat die ID 35626169. Mühlengehöft mit Windmühle von 1882. Müllerhaus als Gulfhaus errichtet. Auf hinteren Teil des Grundstücks verschiedene Nebengebäude.

| Lage                                                  | Bezeichnung                        | Beschreibung                                                                                          | ID       | Bild |
| ----------------------------------------------------- | ---------------------------------- | --- | -------- | ---- |
| Torsholter Hauptstraße 50 53° 12′ 44″ N, 7° 55′ 59″ O | Gulfhaus                           | Gulfhaus mit eineinhalbgeschossigem Wohnteil unter Satteldach. Um 1900 errichtet.                     | 35642140 |      |
| Am Mühlenhof 7 53° 12′ 44″ N, 7° 56′ 1″ O             | Mühle                              | Galerieholländer mit dreigeschossigem, oktogonalen Unterbau. Achtkant mit Reetbehang. 1882 errichtet. | 35642169 |      |
| Am Mühlenhof 7 53° 12′ 43″ N, 7° 56′ 2″ O             | Transmissionshalle                 | Fachwerkgebäude mit freistehendem Schornstein                                                         | 35643669 |      |
| Am Mühlenhof 7 53° 12′ 43″ N, 7° 56′ 1″ O             | ehem. Maschinenhalle und Werkstatt | Ziegelbau unter flachem Satteldach.                                                                   | 35644641 | BW   |

## Einzelbaudenkmale
| Lage                                                              | Bezeichnung                   | Beschreibung | ID       | Bild           |
| ----------------------------------------------------------------- | ----------------------------- | --- | -------- | -------------- |
| Achternstraße 9 53° 15′ 24″ N, 7° 55′ 12″ O                       | Wohn-/ Wirtschaftsgebäude     | Fachwerkbau unter giebelständigem Krüppelwalmdach. Dielentor mit korbbogigem Oberlicht. Zweiständerbau mit Wohnräumen seitlich des Dielentores zur Straße hin. | 35642366 |                |
| (Hüllstede) Am Achterkamp 2 53° 15′ 37″ N, 7° 57′ 1″ O            | Schule                        | Eingeschossiger, zweiflügeliger Putzbau unter Walmdach. Fassade mit übergiebeltem Risalit. An Südostseite 16 schmale Fenster in Vierergruppen angeordnet, darüber Dachhaus, ebenfalls unter Walmdach. Um 1911/12 errichtet. | 35641191 | BW             |
| Am Bahnhof 1 53° 15′ 16″ N, 7° 55′ 56″ O                          | Empfangsgebäude               | Mehrgliedriger Klinkerbau mit abgewalmten eingeschossigen Seitentrakten und Eckturm. Eingeschossiger Mitteltrakt zum Bahnsteig mit Arkaden, zur Straße aufwändiges Portal. 1905/06 vom Architekten Ludwig Klingenberg errichtet. | 35642393 |                |
| Am Esch 53° 15′ 39″ N, 7° 55′ 44″ O                               | Kriegerdenkmal                | | 35642606 | BW             |
| Am Esch 53° 15′ 35″ N, 7° 55′ 51″ O                               | Kapelle                       | Ziegelbau mit Lisenengliederung unter Satteldach. Je drei Rundbogenfenster an Traufseiten, Eingang an der Giebelseite, in Giebeldreiecken jeweils ein rundes Fenster. 1875 als Friedhofskapelle errichtet, heute als Columbarium genutzt. Toranlage mit vier gemauerten Pfeilern, Hecke als Einfriedung des Friedhofs.                                                                                              | 35642450 |                |
| Am Esch 53° 15′ 42″ N, 7° 55′ 53″ O                               | Friedhof                      | Jüdischer Friedhof Westerstede | 35642421 | Weitere Bilder |
| (Hollwege) Am Grashoff 22 53° 16′ 17″ N, 7° 54′ 4″ O              | Wohn-/ Wirtschaftsgebäude     | Zweiständerbau in Ankerbalkengefüge mit gut erhaltenem Innengerüst aus 1. Hälfte 19. Jh.; Außenwände in Ziegelmauerwerk, Wirtschaftsgiebel datiert „1912“. | 35640932 | BW             |
| Am Markt 2 53° 15′ 27″ N, 7° 55′ 38″ O                            | Rathaus                       | Zweigeschossiger Klinkerbau unter hohem Vollwalmdach. Mittelbetonung durch abgetreppte flache Übergiebelung und Freitreppe, Eingang zurückgesetzt in Rundbogenöffnung, jeweils zwei breite Rundbogenfenster rechts und links vom Eingang. 1926 nach Entwürfen des Architekten Fritz Drieling aus Delmenhorst errichtet.                                                                                             | 35642555 |                |
| Am Markt 5 53° 15′ 26″ N, 7° 55′ 37″ O                            | Wohn-/ Geschäftshaus          | Eingeschossiger Putzbau unter giebelständigem Krüppelwalmdach mit Eulenloch. | 35642581 |                |
| (Westerloy) Am Neen 3 53° 14′ 7″ N, 7° 53′ 10″ O                  | Wohn-/ Wirtschaftsgebäude     | Zweiständerbau in Ankerbalkengefüge. Außenwände weitgehend in Fachwerk. Dielentor dat. „1714“. Im Innern Kamin mit kleinen Bosen. | 35642220 | BW             |
| (Hollwege) Am Schnapp 3 53° 16′ 25″ N, 7° 53′ 58″ O               | Wohn-/ Wirtschaftsgebäude     | Zweiständerbau in Ankerbalkengefüge. Wirtschaftsgiebel mit Knaggen. Gerüst aus dem 18. Jh., Außenwände in Ziegelbauweise um 1900 erneuert. | 35640958 | BW             |
| (Felde) Am Wehlen 19 53° 16′ 56″ N, 7° 55′ 9″ O                   | Wohn-/ Wirtschaftsgebäude     | Zweiständerbau mit Ankerbalkengefüge. Wirtschaftsgiebel in Fachwerkbauweise mit Steckwalm, wohl 18. Jh.; Wohngiebel in Ziegelmauerwerk, um 1880 errichtet. | 35640351 | BW             |
| (Westerloy) An der Biese 7 53° 14′ 11″ N, 7° 53′ 12″ O            | Wohn-/ Wirtschaftsgebäude     | Zweiständerbau unter Krüppelwalmdach. Außenwände in Ziegelmauerwerk. Um 1900 errichtet. | 35642246 | BW             |
| An der Krömerei 1 53° 15′ 14″ N, 7° 55′ 39″ O                     | Haus zu Jührden               | Eingeschossiger Putzbau unter traufständigem Satteldach. Traufgesims und profilierte Fensterumrandungen. 1. Hälfte 19. Jh. | 35642699 |                |
| An der Krömerei 2 53° 15′ 12″ N, 7° 55′ 39″ O                     | Wohn-/ Wirtschaftsgebäude     | Als Rauchhaus errichteter Zweiständerbau in Unterrähmgefüge. Wohn- und Wirtschaftsgiebel in Fachwerk mit Steckwalmen. Traufseiten massiv erneuert. Feuerrähm und Alkoven erhalten. 1619 datiert. | 35642727 |                |
| An der Krömerei 6 53° 15′ 10″ N, 7° 55′ 38″ O                     | Villa                         | Eineinhalbgeschossiger Putzbau unter Krüppelwalmdach. Im Inneren wandfeste, originale Ausstattung (Treppenhaus, Türen etc.) erhalten. | 35642781 |                |
| (Mansie) Auf der Hörn 1 53° 13′ 36″ N, 7° 54′ 11″ O               | Speicher                      | Zweigeschossiger Ziegelbau unter Halbwalmdach. Fenster mit gefächerten Stürzen, z.T. Fenster mit Holzblockrahmen. In 1. Hälfte 19. Jh. errichtet. | 35641629 |                |
| (Mansie) Auf der Hörn 3 53° 13′ 38″ N, 7° 54′ 17″ O               | Behelfsheim/Flüchtlingshaus   | Wohnhaus aus Betonplatten unter Satteldach, eine Giebelseite massiv erneuert. | 35643443 | BW             |
| Bahnhofstraße 11 53° 15′ 21″ N, 7° 55′ 48″ O                      | Wohnhaus                      | Eineinhalbgeschossiger, im EG verputzter Ziegelbau unter traufständigem Satteldach; zweigeschossiger Seitenrisalit unter giebelständigem, vorkragendem Satteldach. Gesimse und Fensterumrandungen in Stuck abgesetzt. Um 1910 errichtet. | 35642674 | BW             |
| (Ocholt) Dörn Wärgen 4 53° 11′ 39″ N, 7° 53′ 57″ O                | Gulfhaus                      | Um 1910 errichtetes Gulfhaus, eineinhalbgeschossiger Wohnteil mit Gliederung durch Lisenen, Gesimse und farblich abgesetzte Ziegelbänderung. | 35641063 | BW             |
| (Eggelohe) Felder Straße 53° 18′ 7″ N, 7° 56′ 14″ O               | Straßenzug                    | Straßenzug zwischen Eggeloge und Felde mit Stieleichen, Klinkerpflasterung und Brücke | 35640298 | BW             |
| (Garnholt) Garnholter Damm 1 53° 15′ 28″ N, 8° 1′ 9″ O            | Speicher                      | Zweigeschossiger Fachwerkbau unter Satteldach. Giebeldreieck leicht vorkragend mit Knaggen. Erbaut 1829. | 35640616 |                |
| (Garnholt) Garnholter Damm 5 53° 15′ 33″ N, 8° 1′ 17″ O           | Schule                        | Eineinhalbgeschossiger Ziegelbau unter giebelständigem, vorkragendem Krüppelwalmdach. Gliederung durch Gesimse, Fensterstürze mit Scheitelstein. Rückwärtig kleiner Stallteil. | 35640643 |                |
| (Garnholt) Garnholter Damm 33 53° 16′ 11″ N, 8° 2′ 16″ O          | Windmühle                     | Dreigeschossiger Mühlenstumpf, Backsteinbau über achteckigem Grundriss unter Zeltdach. | 35640687 |                |
| Gartenstraße 8 53° 15′ 18″ N, 7° 55′ 32″ O                        | Wohnhaus                      | Eineinhalbgeschossiger Putzbau unter giebelständigem Satteldach. Vierachsige Fassade mit umlaufendem Gurtgesims. Reiches Baudekor in Form von profilierten Fensterrahmen und -verdachungen. Brüstungsfelder mit Reliefs, im Giebel seitlich runde Medaillons. Rückwärtig kleiner Stallteil. Um 1900 errichtet. | 35642809 | BW             |
| Gartenstraße 39 53° 15′ 4″ N, 7° 55′ 34″ O                        | Wohnhaus                      | Eingeschossiger Klinkerbau mit Drempel unter Satteldach. Putzgliederung: umlaufendes Gurtgesims, Fenster und Türrahmungen. An Nordseite Eingang mit Windfang, originale wandfeste Innenausstattung (Wand-/Bodenfliesen, Türen, Treppe) erhalten. 1910/20 errichtet. | 35643529 | BW             |
| Godensholter Straße 47 53° 11′ 46″ N, 7° 52′ 21″ O                | Friedhofskapelle Waldfriedhof | Eingeschossiger Kubus in Klinkermauerwerk unter Kuppelhaube in Kupferdeckung. Süd- und Ostseite Rundfenster mit Kreuzsprossen. 1930 (Arch. Heinrich Biebel) vom Karlshofer Gutsbesitzer Jean Balthazar in Auftrag gegeben. Späterer Anbau an Nordseite. | 35641909 | BW             |
| (Halsbek) Halsbeker Straße 198 53° 19′ 17″ N, 7° 55′ 6″ O         | Heuerhaus                     | Ehem. Rauchhaus: Zweiständerbau unter Reetdach, Wirtschaftsgiebel mit Vollwalm. Wohngiebel in Fachwerk erhalten; Traufen u. Wirtschaftsgiebel in Backsteinmauerwerk ersetzt. Im Kern aus letztem Viertel 17. Jh. (nach Überlieferung 1681). | 35640906 | BW             |
| (Torsholt) Hisjeweg 5 53° 12′ 36″ N, 7° 55′ 46″ O                 | Wohn-/ Wirtschaftsgebäude     | Fachwerkgebäude unter Krüppelwalmdach über winkelförmigem Grundriss; Haupthaus 1850 im Kern älter, Querflügel datiert 1837 | 35643551 | BW             |
| (Hüllstede) Hüls 28 53° 15′ 38″ N, 7° 56′ 57″ O                   | Gulfhaus                      | Gulfhaus mit eingerücktem Wohnteil; Gliederung durch Lisenen und Gesimse. 1911 errichtet. | 35641216 | BW             |
| Ihauser Damm 1 53° 16′ 21″ N, 7° 49′ 34″ O                        | Auferstehungskirche           | Backsteinbau unter hohem, spitzgiebeligem Walmdach, mit niedrigem Chor unter hohem Walmdach. Längsseiten mit hohen rechteckigen Fenstern, an Südseite Eingangsvorbau mit spitzem Dreiecksgiebel. 1932 erbaut, bauzeitliche Ausstattung erhalten. Architekt: Carl Mühlenpfordt, Lübeck und Braunschweig. Orgel (Führer) und Empore von 1953. Glockenturm 1957 nach Vorbild von 1926 erneuert (Schelling, Oldenburg). | 35641312 | BW             |
| Jahnallee 1 53° 15′ 16″ N, 7° 54′ 43″ O                           | Turnerheim                    | Eingeschossiger Ziegelbau über H-förmigem Grundriss unter Walmdächern. Höherer Mittelflügel (Turnhalle) mit offener Pfeilervorhalle, Seitenflügel mit Funktionsräumen niedriger. 1935 errichtet. | 35642877 | BW             |
| Kirchenstraße 2 53° 15′ 28″ N, 7° 55′ 40″ O                       | Wohnhaus                      | Eingeschossiger Ziegelbau unter Mansardwalmdach. Profilierte hölzerne Traufgesimse. Neunachsige Fassade mit mittigem Eingang, Tür mit geputzter Rahmen, darüber Zwerchhaus mit Dreiecksgiebel. Fenster mit gefächerten Stürzen. Innenausstattung erhalten. Um 1820. | 35642905 | BW             |
| Kirchenstraße 2 53° 15′ 28″ N, 7° 55′ 40″ O                       | Garten                        | | 35644494 | BW             |
| (Burgforde) Kleinburgforder Straße 33 53° 16′ 19″ N, 7° 57′ 23″ O | Wohn-/ Wirtschaftsgebäude     | Fachwerkbau unter traufständigem Krüppelwalmdach mit Eulenloch. Innengerüst des Zweiständerbau mit Ankerbalkengefüge: innere Aufteilung mit Kammerfach, Flett und zwei Luchten, Scherwand sowie Diele erhalten. Mitte des 19. Jh. auf großem Gartengrundstück mit Hecke und Obstgarten errichtet. | 35640239 | BW             |
| (Westerloy) Köterhörn 21 53° 14′ 0″ N, 7° 53′ 12″ O               | Wohn-/ Wirtschaftsgebäude     | Zweiständerbau in Ankerbalkengefüge. Wirtschaftsgiebel in Fachwerkbauweise mit weitem Steckwalm. Erbaut im 18. Jh. vermutlich 1747. Kammerfach aus 19. Jh. | 35642319 | BW             |
| Kuhlenstraße 20 53° 15′ 18″ N, 7° 55′ 18″ O                       | Feuerrähm                     | | 35642933 | BW             |
| Kuhlenstraße 39 53° 15′ 20″ N, 7° 55′ 15″ O                       | ehem. Hallenhaus              | Zweiständerbau unter giebelständigem Krüppelwalmdach. Außenwände in Ziegelmauerwerk. Umbau und Orientierung der Wohnräume zur Straße hin, Anfang 20. Jh. errichtet. | 35642963 | BW             |
| Lange Straße 2 53° 15′ 26″ N, 7° 55′ 37″ O                        | Hotel Busch                   | Zweigeschossiger Putzbau unter Walmdach in Ecklage aus 1. Hälfte 19. J. An Marktseite sechsachsig, Eingang mit Dreieckgiebel in vierter Achse; zur Lange Straße hin siebenachsig mit mittigem Eingang. | 35642991 | BW             |
| (Hüllstede) Langebrügger Straße 74 53° 15′ 14″ N, 7° 57′ 46″ O    | Stellmacherei                 | Einfacher Klinkerbau unter Satteldach, Werkstatteinrichtung erhalten, erbaut 19. Jh. | 44025929 | BW             |
| (Halsbek) Mittelstraße 2 53° 18′ 54″ N, 7° 55′ 18″ O              | Klöver'sches Haus             | Zweiständerbau unter Krüppelwalmdach. Wirtschaftsgiebel in Fachwerkbauweise, übrige Außenwände in Ziegelmauerwerk. In 2. Hälfte 19. Jh errichtet, um 1900 Außenwände erneuert. | 35640753 | BW             |
| (Ocholt) Mühlenweg 4 53° 13′ 11″ N, 7° 53′ 4″ O                   | Windmühle                     | Dreigeschossiger, oktogonaler Unterbau, darüber Achtkant. 1839 errichtet. | 35641407 | BW             |
| (Linswege) Neuenburger Straße 56 53° 16′ 36″ N, 7° 57′ 38″ O      | Bahnhof Linswege              | Eingeschossiger Putzbau unter traufständigem Krüppelwalmdach mit eineinhalbgeschossigem Mitteltrakt unter giebelständigem Krüppelwalmdach. Gliederung mit Ziegelbändern. 1904/05 errichtet. | 35641436 | BW             |
| (Torsholt) Osterkamp 11 53° 12′ 33″ N, 7° 56′ 15″ O               | Wohn-/ Wirtschaftsgebäude     | Zweiständerbau mit Außenwände in Ziegelmauerwerk unter Krüppelwalmdach mit Eulenloch; 1844 errichtet. | 35642013 |                |
| (Torsholt) Osterkamp 43 53° 12′ 53″ N, 7° 56′ 23″ O               | Wohn-/ Wirtschaftsgebäude     | Zweiständerbau in Ziegelmauerwerk unter giebelständigem Krüppelwalmdach. 1863 errichtet. | 35642040 |                |
| Peterstraße 1 53° 15′ 25″ N, 7° 55′ 38″ O                         | Wohn-/ Geschäftshaus          | Zweigeschossiger, ungegliederter Ziegelbau unter zum Markt hin giebelständigem Krüppelwalmdach, an Südseite dreigeschossig unter giebelständigem Krüppelwalm zur Peterstraße. Erdgeschosszone mit Schaufenstern. An Traufseite zur Peterstraße zweigeschossiger Erker im OG. Ursprungsbau aus 1. Drittel 19. Jh., um 1900 umgebaut.                                                                                 | 35643071 | BW             |
| Peterstraße 13 53° 15′ 21″ N, 7° 55′ 39″ O                        | Wohnhaus                      | Eingeschossiger Putzbau unter traufständigem Krüppelwalmdach mit übergiebeltem, dreiachsigem Zwerchhaus. Mitte 19. Jh. errichtet. | 35643102 | BW             |
| Peterstraße 15 53° 15′ 20″ N, 7° 55′ 39″ O                        | Villa                         | Zweigeschossiger Putzbau auf hohem Sockelgeschoss, versetzter Baukörper unter Walmdächern. Fassade mit Erker unter giebelständigem Satteldach mit Schopf; Giebeldreieck in Zierfachwerk. An der Nordseite überdachte Außentreppe. Um 1905 errichtet. | 35643130 | BW             |
| Peterstraße 21 53° 15′ 17″ N, 7° 55′ 39″ O                        | Wohnhaus                      | Eingeschossiger Putzbau unter traufständigem Krüppelwalmdach mit übergiebeltem, dreiachsigem Zwerchhaus; an Traufe Klötzchenfries. Mitte 19. Jh. errichtet. | 35643156 | BW             |
| Peterstraße 28 53° 15′ 16″ N, 7° 55′ 41″ O                        | Wohnhaus                      | Zweigeschossiger Putzbau unter Vollwalmdach. Repräsentative Fassade mit Quaderfugen, fein profilierten Gesimsen sowie Fensterrahmungen/-verdachungen. Um 1880 errichtet. | 35643183 | BW             |
| Peterstraße 29 53° 15′ 15″ N, 7° 55′ 40″ O                        | Wohn-/ Geschäftshaus          | Zweigeschossiger Massivbau in Ecklage unter Mansarddach; Eingang in abgefaster Ecke, darüber zweigeschossiger Erker, EG und Erker verputzt. Fensterrahmungen und Gesimse in Stuck von ziegelsichtigen Mauern des OGs abgesetzt. An Traufseiten mittig ein Zwerchhaus angeordnet. Um 1905. | 35643208 | BW             |
| (Eggelohe) Raiffeisenstraße 2 53° 18′ 13″ N, 7° 57′ 1″ O          | Bahnhof Eggelohe              | Eingeschossiger Putzbau unter traufständigem Krüppelwalmdach mit eineinhalbgeschossigem Mitteltrakt unter giebelständigem Krüppelwalmdach. Gliederung mit Ziegelbändern. Um 1904/05 errichtet. | 35640325 | BW             |
| (Halstrup) Ringstraße 17 53° 15′ 43″ N, 7° 54′ 49″ O              | Wohn-/ Wirtschaftsgebäude     | Kleiner Zweiständerbau in Unterrähmgefüge unter traufständigem Krüppelwalmdach, an beiden Seiten Steckgiebel. Kammerfach mit Aufsprung. Außenwände überwiegend Fachwerk. Im 18. Jh. errichtet. | 35640807 | BW             |
| Schillerstraße 7 53° 15′ 16″ N, 7° 55′ 48″ O                      | Villa                         | Zweigeschossiger Putzbau unter giebelständigem Krüppelwalmdach. Vierachsige Fassade mit Putzdekor in Form von profilierten Fensterrahmungen, im OG als Blütenranken ausgebildet; originale Balkonbrüstung aus Gusseisen. Wandfeste Innenausstattung (Stuckdecken, Türen, Türbeschläge etc.) komplett erhalten. Um 1905 errichtet.                                                                                   | 35643262 | BW             |
| (Fikenholt) Schloßweg 8 53° 14′ 31″ N, 7° 55′ 19″ O               | Wohn-/ Wirtschaftsgebäude     | Hallenhaus unter Krüppelwalmdach; ein Zweiständerbau, die Außenwände z.T. in Fachwerk ausgeführt. In 1. Hälfte 19. Jh. als Heuerhaus errichtet. | 35640404 |                |
| (Fikenholt) Schloßweg 10 53° 14′ 27″ N, 7° 55′ 27″ O              | Gulfhaus                      | Gulfhaus mit eineinhalbgeschossigem Wohnteil; reiche Wandgliederung durch Lisenen, Gesimse, Ziegelbänder und Fensterverdachungen. An Traufseite dreiachsiges Zwerchhaus unter giebelständigem Satteldach. 1902 errichtet. | 35640431 | BW             |
| Seghorner Weg 53° 13′ 53″ N, 7° 55′ 45″ O                         | Gedenkstätte                  | Friesendenkmal | 35640540 |                |
| (Seggern) Seggerner Straße 17 53° 14′ 27″ N, 7° 53′ 41″ O         | Gulfhaus                      | Gulfhaus mit eingerücktem eineinhalbgeschossigem Wohnteil. Ziegelbau mit Gliederung durch Ecklisenen, Gesimse und Fensterverdachungen. Um 1875 erbaut. | 35641987 | BW             |
| (Spohlermehden) Nr. 1 53° 16′ 28″ N, 8° 0′ 54″ O                  | Wohn-/ Wirtschaftsgebäude     | | 35641961 | BW             |
| (Hüllstede) Süderstraße 69 53° 15′ 28″ N, 7° 57′ 7″ O             | Gulfhaus                      | Gulfhaus mit eineinhalbgeschossigem, eingerücktem Wohnteil unter Satteldach. Gliederung durch zurückhaltende Ziegelziersetzung. Um 1905 errichtet. | 35641266 | BW             |
| Thalenweide 53° 15′ 23″ N, 7° 55′ 26″ O                           | Kriegerdenkmal                | | 35643309 | BW             |
| (Torsholt) Torsholter Hauptstraße 47 53° 12′ 47″ N, 7° 55′ 55″ O  | Schule                        | Zweiklassiger Schulneubau von 1938, heute Dorfgemeinschaftshaus. Eingeschossiger Klinkerbau unter Walmdach mit angebautem, giebelständigem Lehrerwohnhaus. Mittiger Schuleingang durch abgewalmtes Zwerchhaus betont, im Inneren rechts und links je ein Klassenraum angeordnet. An Nordseite Nebengebäude (Toiletten, Garagen), ebenfalls von 1938. Architekt: Gerd Ziese aus Westerstede.                         | 35643618 |                |
| (Ocholt) Up de Höh 53° 11′ 15″ N, 7° 53′ 38″ O                    | Wassermühle                   | Fachwerk-Wandständerbau in Hochrähmgefüge aus 4 Ankerbalkengebinden unter Walmdach. An den Schmalseiten Vorlauben, an der Nordseite unterschlächtiges Wasserrad. Erbaut wohl 1608, mehrfach erneuert. | 35641089 |                |
| (Mansie) Westersteder Straße 53° 13′ 27″ N, 7° 53′ 31″ O          | Kriegerdenkmal                | | 35643420 | BW             |
| (Mansie) Westersteder Straße 53° 13′ 26″ N, 7° 53′ 30″ O          | Einfriedung                   | | 35644257 | BW             |
| (Mansie) Westersteder Straße 53° 13′ 26″ N, 7° 53′ 29″ O          | Baumbestand                   | | 35644591 | BW             |
| (Fikenholt) Westersteder Straße 33 53° 14′ 34″ N, 7° 55′ 12″ O    | Wohn-/ Wirtschaftsgebäude     | Hallenhaus (Zweiständerbau) unter giebelständigem reetgedecktem Krüppelwalmdach. Außenwände in Ziegelmauerwerk, Fenster mitgefächerten Stürzen. In 1. Hälfte 19. Jh. erbaut. | 35640567 |                |
| Wilhelm-Geiler-Straße 7 53° 15′ 11″ N, 7° 55′ 45″ O               | Wohnhaus                      | Zweigeschossiger Putzbau unter Walmdach. Fünfachsige Fassade (4 Achsen im OG) mit mittigem Portal, Klassizistische Haustür mit schmaler Rahmung, darüber goldener Löwe auf Konsole. Vor 1840 errichtet und um 1930 aufgestockt. | 35643335 |                |
| (Felde) Wittenheimstraße 22 53° 16′ 57″ N, 7° 55′ 30″ O           | Baptistenkirche               | Kleiner rechteckiger Backstein-Saalbau unter Satteldach mit je vier Rundbogenfenstern an Traufseite. Doppelflügeltür an Giebelseite, darüber Lünettenfenster im Giebeldreieck. Von Friedhof umgeben. | 35640378 | BW             |
| (Hollwege) Zu den Wiesen 11 53° 16′ 44″ N, 7° 53′ 15″ O           | Gulfhaus                      | Gulfhaus mit Ankerbalkengefüge. Durchfahrtdiele bis zum eingerückten Wohnteil. In 1. Hälfte 19. Jh. erbaut. | 35641037 | BW             |
| (Linswege) Zum Hullen 53° 16′ 43″ N, 7° 58′ 23″ O                 | Kriegerdenkmal                | Tempelartiger Rundbau mit 3 segmentbogigen Schalenpfeilern. Ziegelbau mit Kunststeingliederung. Um 1920/25. | 35641508 | BW             |
| (Linswege) Zum Hullen 30 53° 16′ 45″ N, 7° 58′ 22″ O              | Schule                        | Eingeschossiger Ziegelbau mit Querdiele unter Satteldach; 1876 errichtet. An Westseite um 1910 mit eineinhalbgeschossigen Klassentrakt unter giebelständigem Satteldach erweitert. Erweiterungsbau an Hofseite neunachsig mit mittigem Eingang und seitlich angeordneten Klassenräumen. Außengliederung durch umlaufendes Gurtgesims mit Fliesen.                                                                   | 35641533 | BW             |
| (Linswege) Zum Hullen 36 53° 16′ 48″ N, 7° 58′ 32″ O              | Villa                         | Eineinhalbgeschossiger Ziegelbau unter traufständigem Satteldach auf hohem Sockelgeschoss, zweigeschossiger Mittelrisalit mit Altan im EG, seitliche Veranda. Stuckgliederung in Form von Gesimsen sowie Fensterrahmungen und -verdachungen. Eingang in eingeschossigen Vorbau an Südwestseite. Um 1900 errichtet.                                                                                                  | 35641558 | BW             |